# 南海9000系電車
南海9000系電車（なんかい9000けいでんしゃ）は、1985年（昭和60年）に登場した南海電気鉄道の一般車両（通勤形電車）の一系列である。
本項では、難波方先頭車の車両番号+F（Formation=編成の略）を編成名として表記する。

## 概要
南海線向けとしては初めてオールステンレス車体を採用した、20 m級4扉の一般車両である。
長年にわたる優等列車への充当のため、車体が老朽化していた1000系（初代）の置き換えを名目に、1985年（昭和60年）から1988年（昭和63年）にかけて計32両が東急車輛製造で製造された。
基本設計は高野線用8200系（現：6200系50番台）をベースとしている。

## 車両概説

### 車体
8200系で初採用された有限要素法による軽量ステンレス構造を備える。側面腰板は高野線ステンレス車を踏襲してコルゲーションを配するが、幕板には新たにビードラインが施されている。側窓配置は従来通り制御車がd1D2D2D2D1、中間電動車が1D2D2D2D2（d：乗務員室扉、D：側引戸）で、中間電動車は車端部の窓が1枚の方が難波方となる。
正面形状は8200系と同じく、外周部にFRP製の縁飾りを設けた額縁スタイルで、前照灯、尾灯、方向幕の形状・配置も8200系と同一である。一方、運転台・車掌台の窓ガラスは上辺が屋根近くまで拡大されており、より近代的なスタイルに変化している。車号板は8200系で採用された貫通扉への標記をやめ、運転台上部に設置されたダークグリーンの台座に取り付ける形で窓内側から表示する。前面下部には踏切事故対策としてスカートを装備する。なお車号標記は南海伝統の飾り文字であるが、これは本系列が最後の採用となった。
本系列は南海線用としては初のステンレス車となったため、高野線ステンレス車との誤乗防止のため、ダークグリーンの識別帯が前面窓下と側窓上下に貼り付けられた。これはステンレス外板の冷たさを軽減するのにも役立っている。
1992年（平成4年）より、関西国際空港開港に伴う新CI戦略に伴い車体色がオレンジとブルーの新塗装となった。この際に前面窓上部の台座もダークグリーンからブラックに変更されている。

### 客室
8200系と同様のロングシートであるが、パイプ式だった座席の仕切りを木目模様の仕切り板に変更している。また、従来緑色だった床面を茶色系とし、全体のカラースキームを暖色系でまとめている。
冷房装置は冷凍能力10,500 kcal/hの三菱電機製 CU-191B形 を各車4基ずつ搭載し、客室天井には8200系同様ラインデリアを設置している。

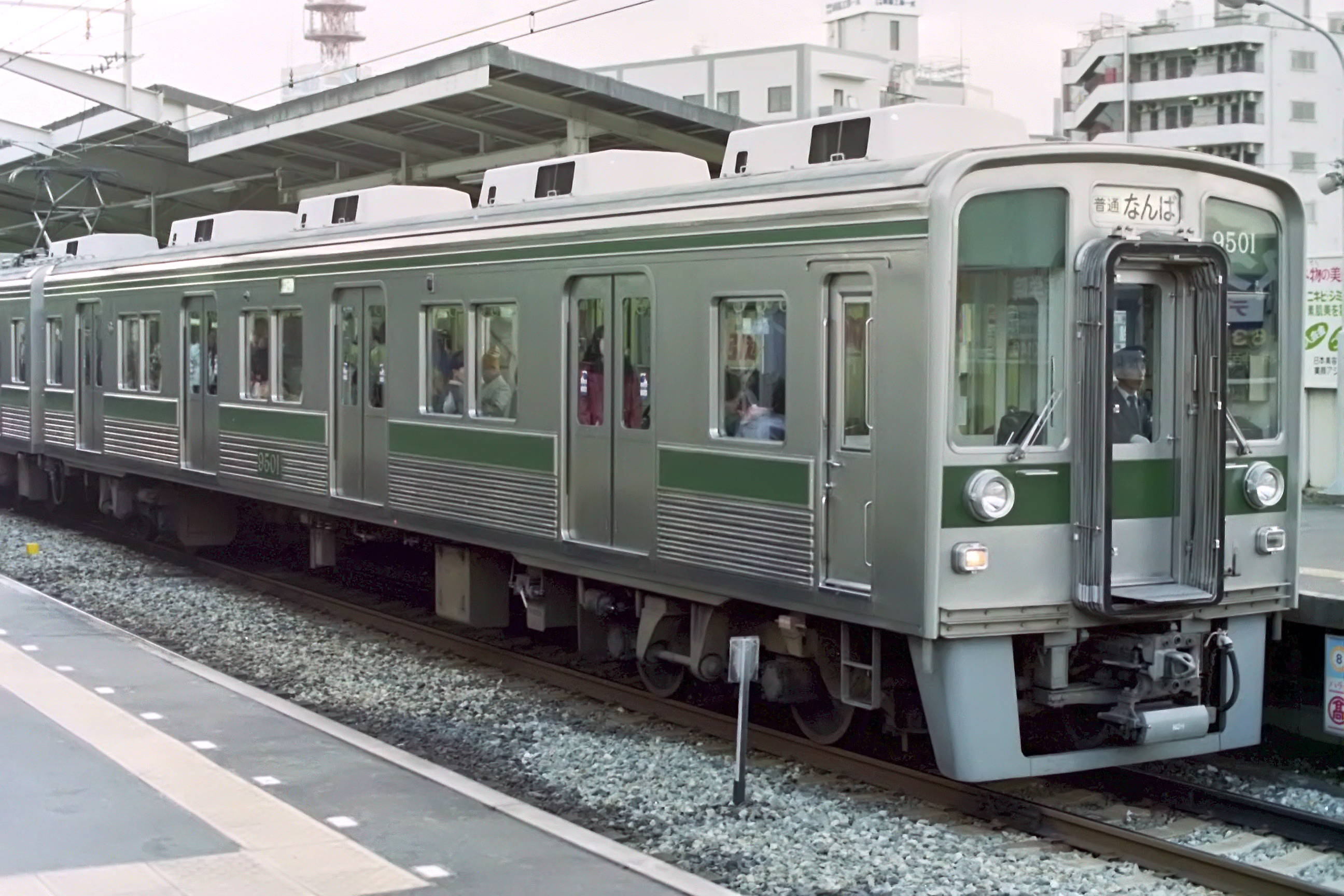
旧塗装
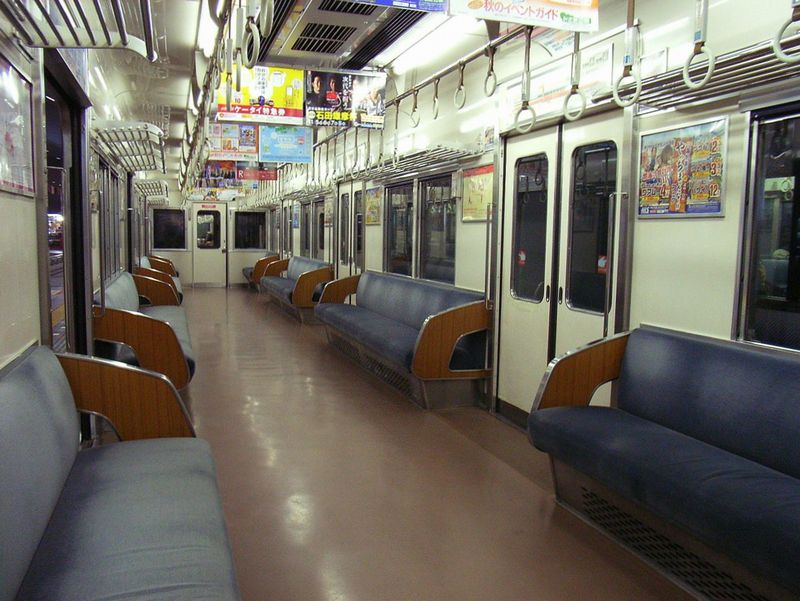
クハ9501形の車内

### 主要機器
制御装置は日立製作所製 VMC-HTR-20B形 で、モハ9001形奇数車（M1車）に2基の東洋電機製造製 PT-4803-A形 下枠交差式パンタグラフとともに搭載する。この制御装置は型番のVMCが示す通り、日立製作所特有の超多段式バーニア抵抗制御器をベースに界磁チョッパ装置を付加したもので、同じ界磁チョッパ制御ながら三菱電機製である8200系の制御装置とは機能特性が変更されている。特に回生失効時は、8200系では勾配区間でのフェイルセーフ確保のため発電ブレーキ回路を瞬時に構成するが、本系列は平坦な南海線での使用を考慮し空気ブレーキのみを動作させるシステムとした。これにより制御装置の回路が簡略化されている。また、界磁チョッパ装置にはモニタ装置を内蔵し、故障時の原因究明を容易化している。なお、本系列は南海線の車両で初の回生ブレーキ対応となった。
主電動機は、8200系用 MB-3280-AC形 の実績を基に改良が施された、三菱電機製 MB-3280-BC形直流複巻電動機を装架する。
補助電源装置には、7000系更新車で実績のある静止形インバータ（SIV）を採用し、高効率化・軽量化・低騒音化と大幅なメンテナンス低減を実現した。スイッチング素子にはGTOサイリスタを使用し、1基あたりの出力は140 kVA、これをモハ9001形偶数車（M2車）に搭載する。
台車は、従来通り2枚の板ばねで軸箱を支持するS形ミンデン台車の住友金属工業製 FS-392B形（電動車）・092形（制御車）を装備する。
ブレーキ装置は8200系までのHSC系電磁直通ブレーキに代わり、三菱電機製 MBS-R形 回生ブレーキ併用全電気式電磁直通ブレーキを採用した。これにより直通管とブレーキ管の2本の空気管引き通しが不要となり、元空気溜管1本で済むようになったため、空制系の保守作業が大幅に簡素化されている。
運転台のレイアウトは従来から大幅に見直されている。ブレーキ装置の変更に合わせて横軸2ハンドル形となり、速度計などの計器はデスク上に埋め込んだデザインとなった。
1986年（昭和61年）10月竣工の9507Fからは界磁チョッパ装置のモニタ装置に時計機能が追加され、故障の発生時刻まで記憶できるようにした（9501F - 9505Fも後に追加）。

## 形式
登場時、本系列は以下の2形式4種で構成されていた。
- クハ9501形（奇数）：制御車（Tc1）
- クハ9501形（偶数）：制御車（Tc2）
- モハ9001形（奇数）：中間電動車（M1）
- モハ9001形（偶数）：中間電動車（M2）

モハ9001形は奇数車と偶数車でペアを組む1C8M制御で、難波方の奇数車に集電装置（パンタグラフ）・制御装置を、和歌山市方の偶数車に静止形インバータ・空気圧縮機・蓄電池をそれぞれ搭載する。

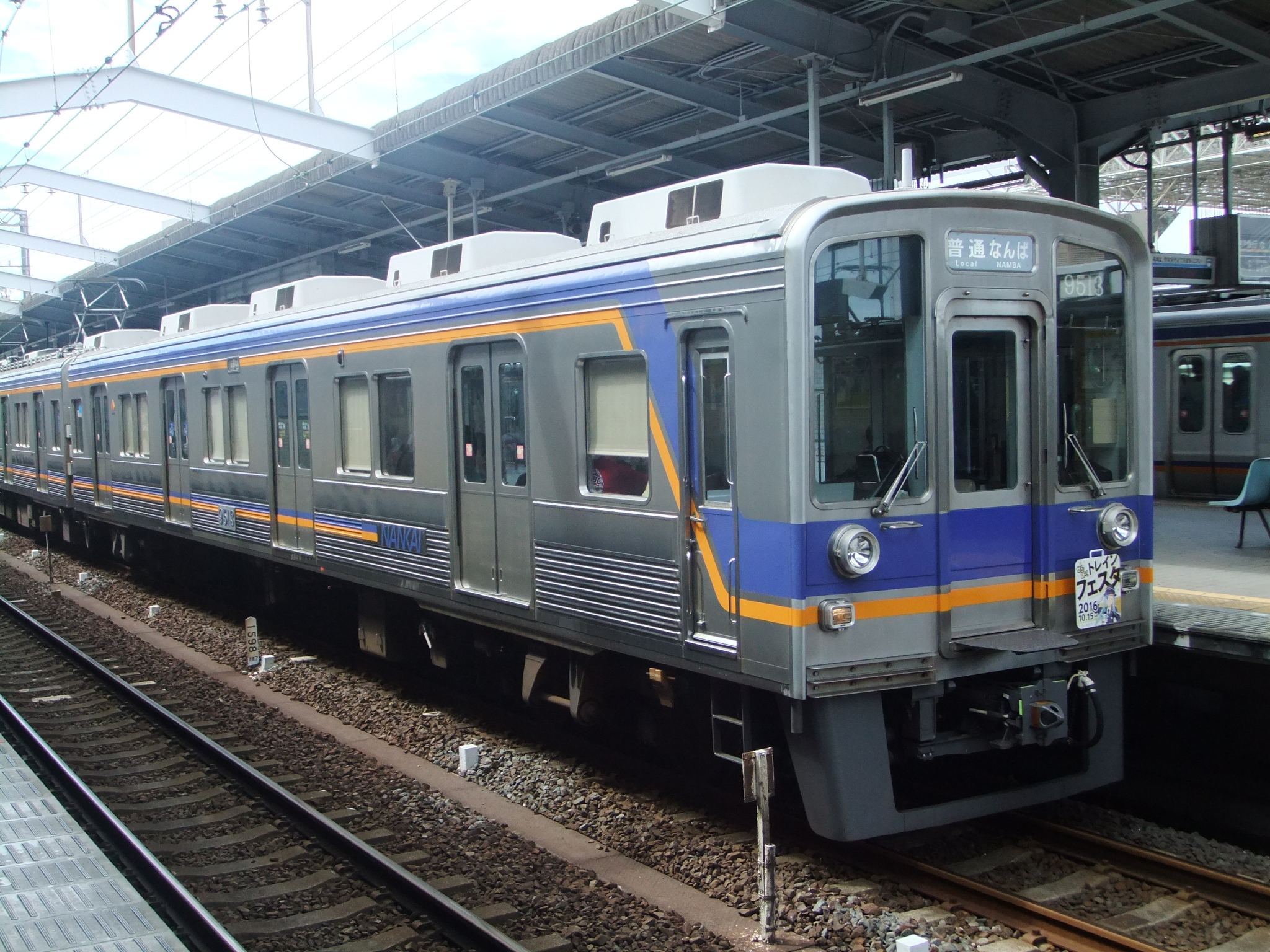
クハ9501形（奇数）
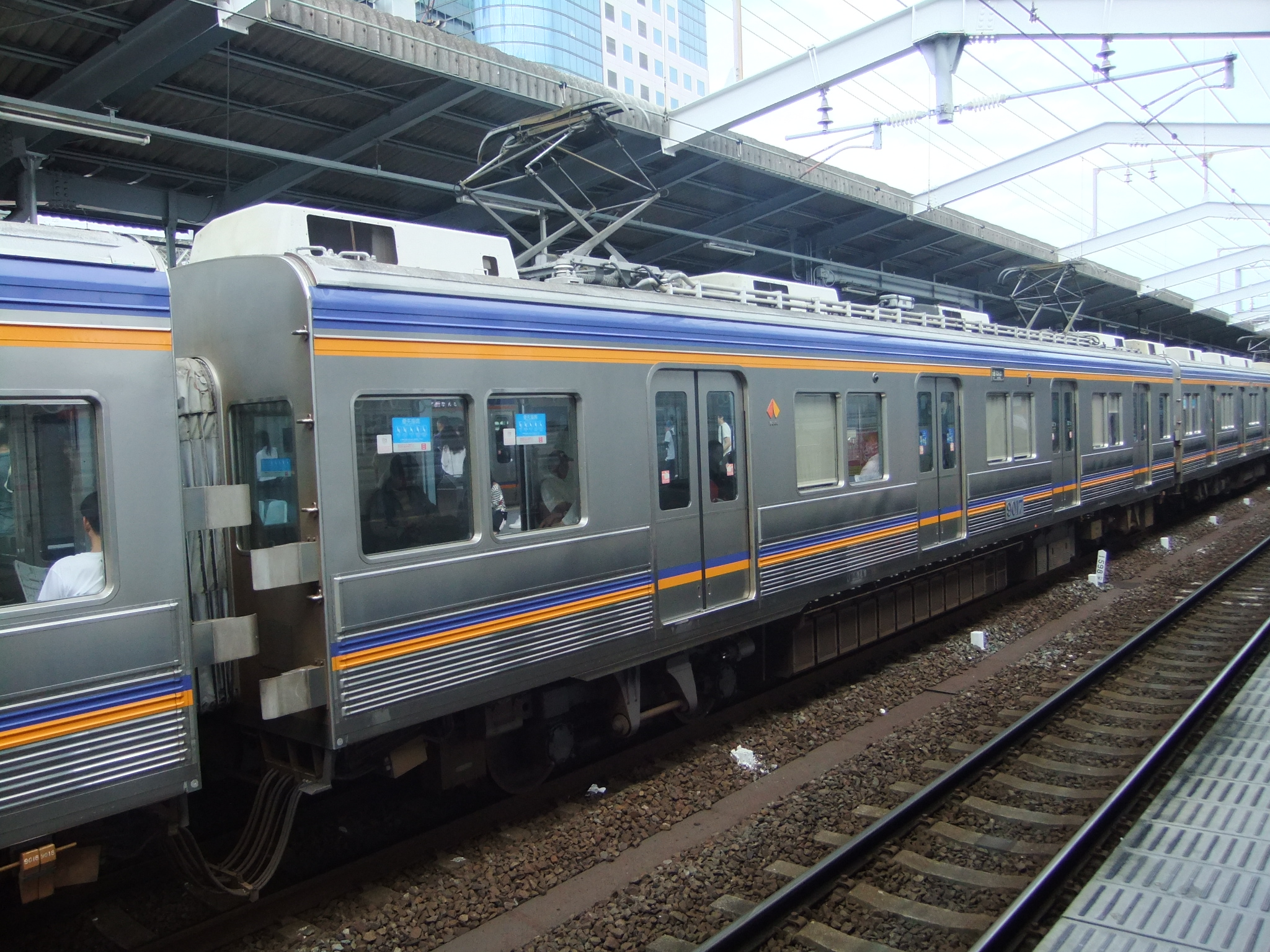
モハ9001形（奇数）
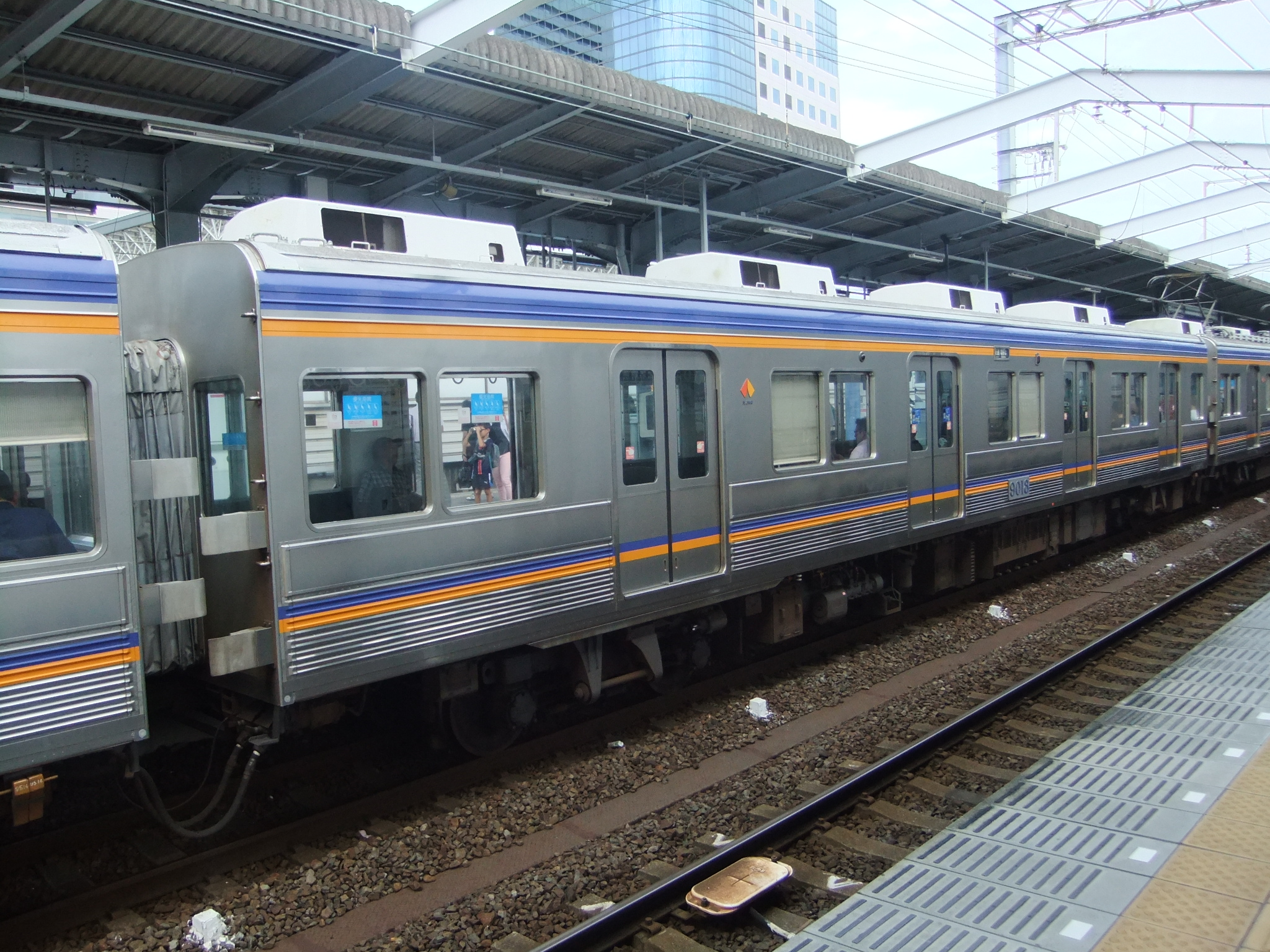
モハ9001形（偶数）

## 組成変更
1986年（昭和61年）10月竣工の9507Fは暫定的に6両編成（9507 - 9007 - 9008 - 9009 - 9010 - 9508）で落成したが、翌1987年（昭和62年）5月に先頭車2両（9509・9510）が落成したため、9009 - 9010の2両は9509Fへ編入された。
1988年（昭和63年）3月竣工の9013 - 9014は当初9501Fに組み込まれていたが、1990年（平成2年）に中間電動車を番号順に揃えるため9511Fへ編入された。

## 更新工事

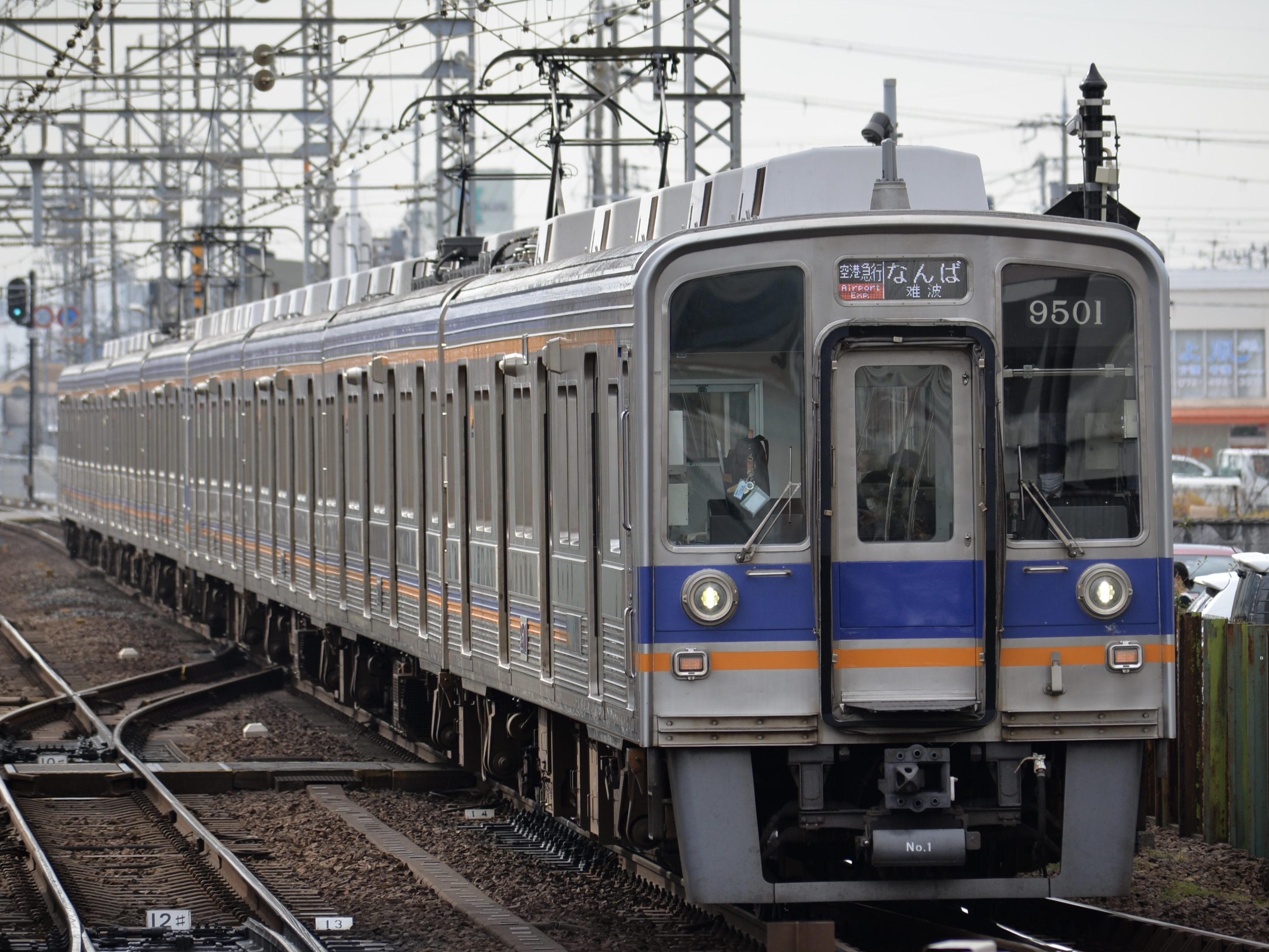
更新車（9501F）

本系列は登場から30年以上が経過し、設備の老朽化、4両単独運転への厳しい制約（後述）、界磁チョッパ装置の更新部品が調達困難といった複数の問題が生じていた。これらに対処するため、2019年（平成31年）より9501Fを皮切りに更新工事が開始された。この更新工事には、インバウンド需要に対応する情報案内サービスの充実やバリアフリーの整備も含められた。2023年（令和5年）7月までに全ての編成への施工が完了している。
施工内容は以下の通りである。なお、内装デザインは後述の「NANKAI マイトレイン」に準ずる。
- 制御方式を界磁チョッパ制御からハイブリッドSiC素子VVVFインバータ制御（1C4M方式）に変更
- 主電動機を直流複巻電動機から三相かご型誘導電動機に換装
- 静止形インバータを8300系と同型のものに更新
- ブレーキ装置を遅れ込め制御方式とした MBSA形 に更新
- 空気圧縮機に新型のオイルレス形スクロール式を採用
- 6両編成の難波方から3両目の車両を電装解除し付随車化、併せて改番
- 先頭台車への増粘着剤噴射装置設置
- 前照灯をシールドビームからLEDに換装
- 無線アンテナの形状変更
- 方向幕をフルカラーLED表示器に更新（漢字・ひらがな・英語・中国語・韓国語を表示）
- 車外スピーカーを車端部屋根上に新設
- 側引戸と戸閉機の交換（側引戸の客室側は木目調）
- 4カ国語対応のLCD式車内案内表示器の設置
- 多言語自動放送装置の設置
- ドアチャイム・開扉誘導鈴・扉開閉警告表示灯の設置
- 座席端の仕切りにスタンションポールを追加
- 座席モケットをグレー系の縞柄（優先座席は青色系のドット柄）に変更
- 床材を木目調のものに張り替え
- 化粧板の交換
- 吊手を白色から藍色（優先座席付近は黄色）に変更し、枕木方向にも増設
- 客室灯をLED照明に交換
- 車椅子スペースの整備
- 乗降口位置を示す文字・点字シールの貼付（6両編成のみ）
- 非常はしごの設置（乗務員室後方）

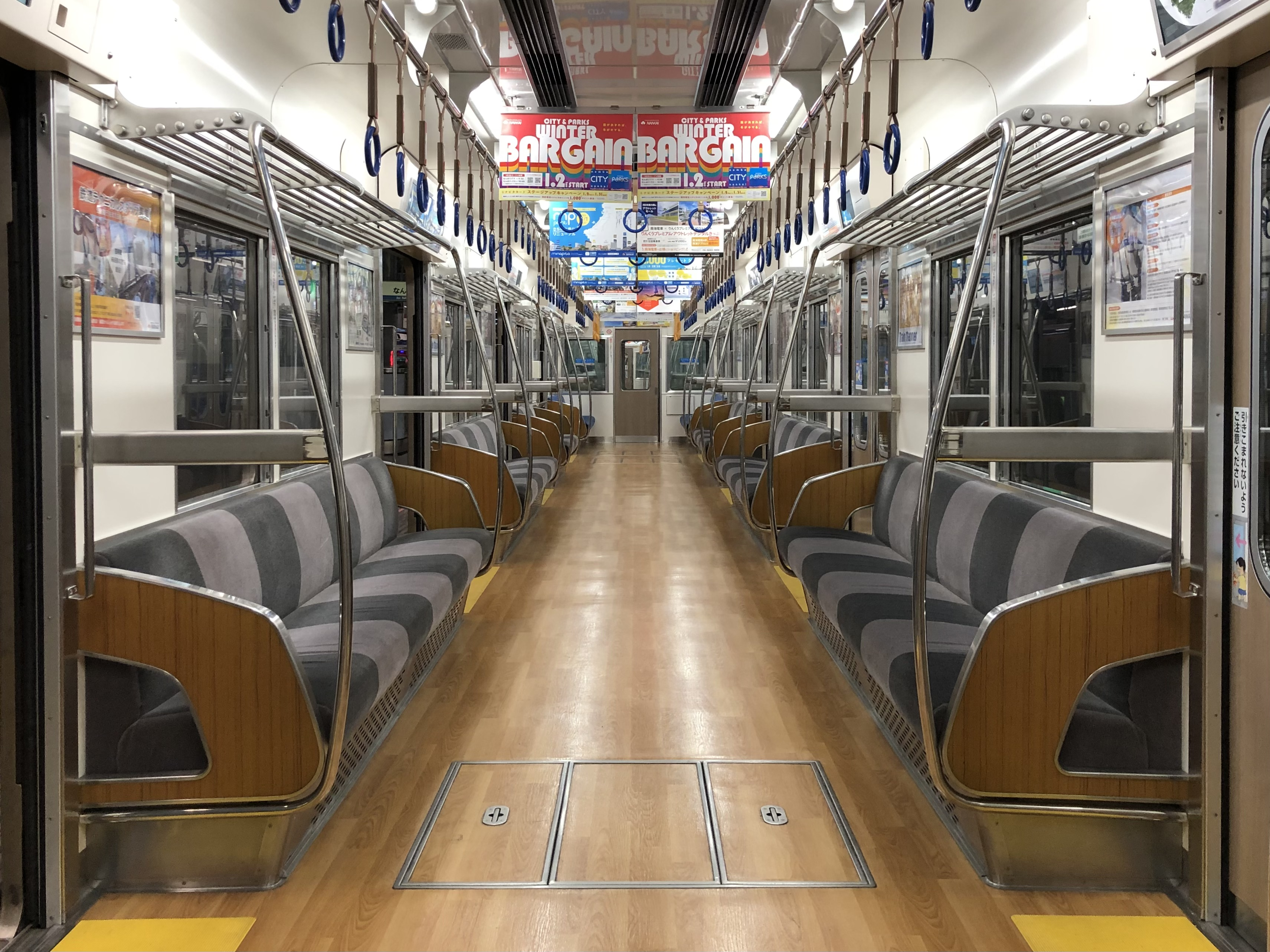
更新車の車内
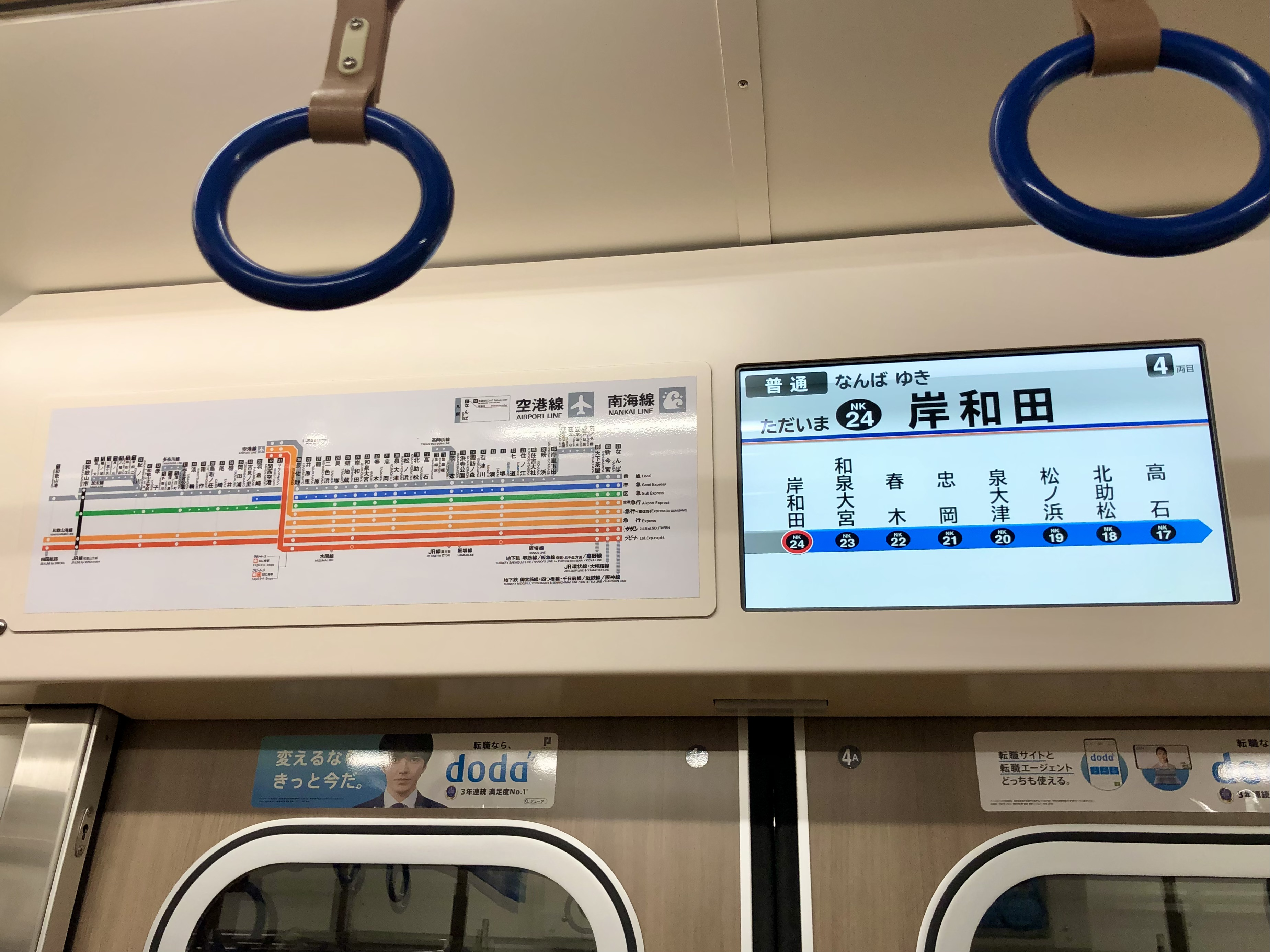
LCD式車内案内表示器
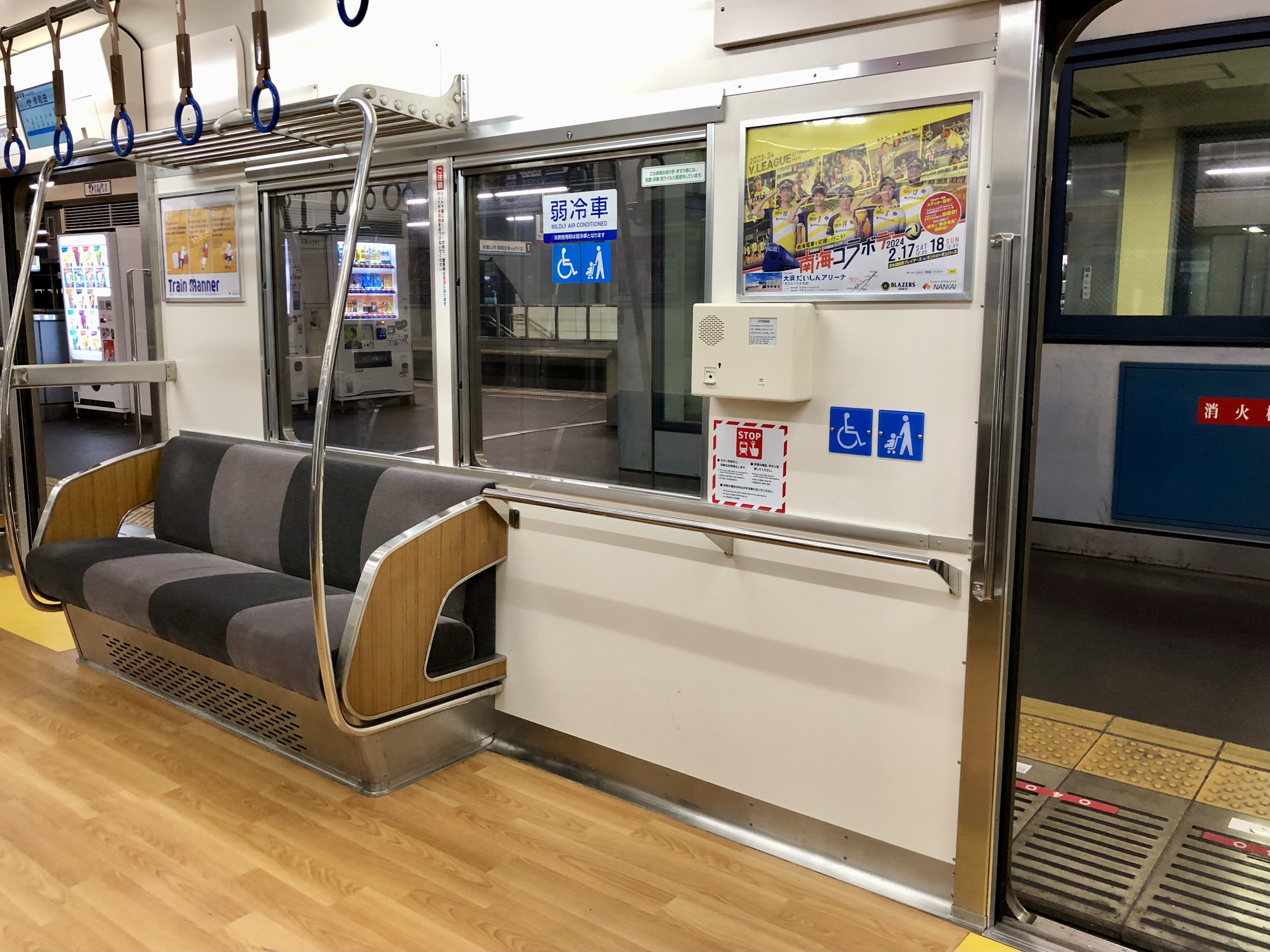
車椅子スペース
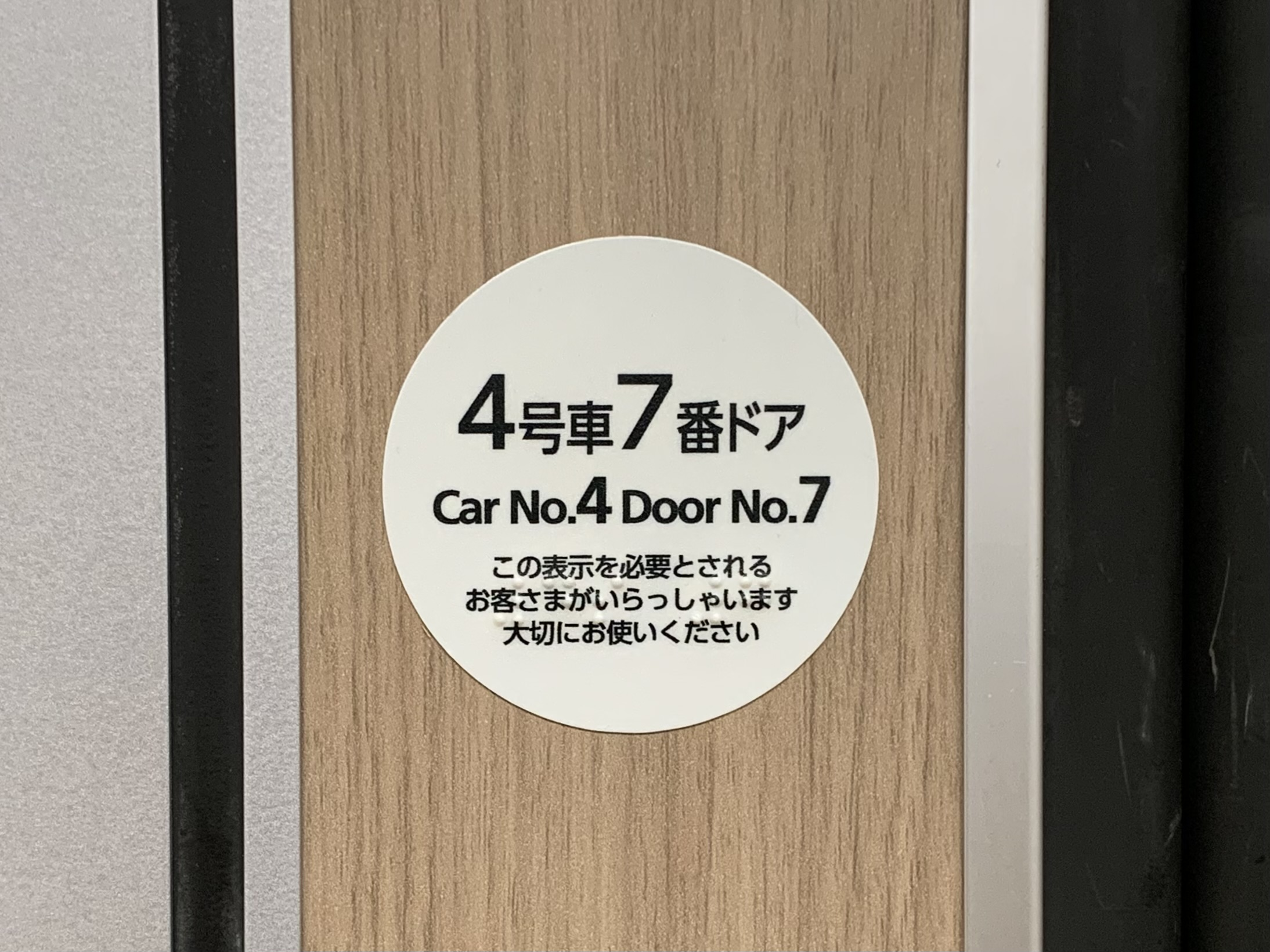
6両編成の側引戸に貼られた文字・点字シール

### 特別企画「NANKAI マイトレイン」

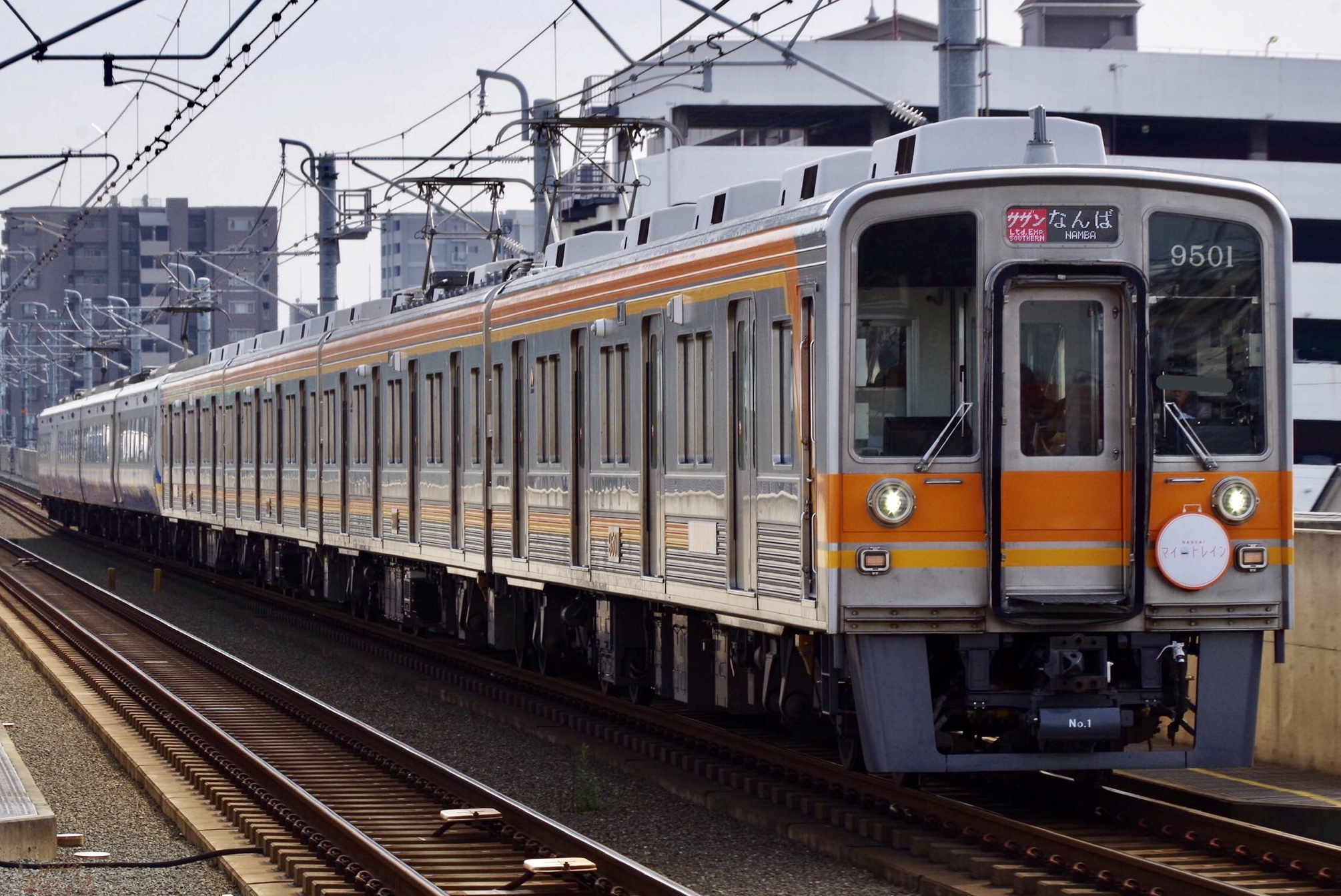
「NANKAI マイトレイン」特別塗装

上記の更新工事に先立ち、車内の快適性を高め、利用客とともにブランドイメージを共創することを目的とした「NANKAI マイトレイン」プロジェクトが2018年（平成30年）より開始された。
その一環として同年2月、和歌山大学空間デザイン研究室講師の川角典弘監修のもと、南海電鉄社員プロジェクトチームが策定した4種類の内装デザイン案がなんばCITYにて展示され、利用客へのアンケート調査が行われた。
本アンケートの集計により「わが家のリビングにいるような」をコンセプトとする、木目を基調とした内装デザインが選定された。また藍色の吊手を採用するなど、部品単位でもアンケートの結果がなるべく反映されることになった。
更新工事が完了した9501Fは、プロジェクトのイメージカラーであるオレンジ色の特別な外装に期間限定で変更され、2019年（平成31年）4月25日より営業運転を開始した。運行開始から1カ月間は内装についてもインテリア雑貨で装飾した。なお、運行期間は当初1年を予定していたが、実際には2年間運転された。

### 更新工事後の小改造

#### 車内防犯カメラ設置
列車内のセキュリティ向上と犯罪抑制のため、本系列の出入口付近に防犯カメラが設置され、2024年（令和6年）7月頃に全車への施工が完了した。

## 運用

### 4両編成（更新以前）
新造直後は4両単独で、主に普通車の運用に充当されていた。また、当時は早朝の急行や準急行が4両編成で運転されていたため、本系列もこれらに使用された。しかし、7000系更新車と同様に主要機器を1基ずつしか搭載しておらず、単独走行中の故障時にはシステム冗長性が確保できないため、その後4両単独での運用が忌避されるようになった。このため、更新工事が施工されるまでは2編成を併結した8両編成で、急行・空港急行・羽倉崎駅以北の区間急行として運用される場合が殆どであった。ただし車両運用に収拾がつかない場合は、単独で普通運用に入ることがあった。
本系列はブレーキ指令の読替装置を搭載していないため、従来のHSC系電磁直通ブレーキを搭載する7000系・7100系・3000系・10000系との併結は不可となっている。一方、1000系（2代）との併結についてはブレーキの総括制御が可能であり、1992年（平成4年）より本系列に併結対応改造が施工された。しかしサービス機器の協調に難があったことから、実際に営業での併結運転を行ったことは1度もなく、他系列との併結は長らく皆無であった。
2011年（平成23年）に登場した特急「サザン」の座席指定車12000系とは、小改造を実施することにより併結運転が可能となった。2015年（平成27年）12月10日に12000系と初めて併結運用されて以降、「サザン」の自由席車にも日常的に使用されるようになった。また2018年（平成30年）8月21日から9月22日にかけて、特急「泉北ライナー」用の泉北高速鉄道12000系が「サザン」の座席指定車として運転された際には、本系列が全ての列車で自由席車として併結された。

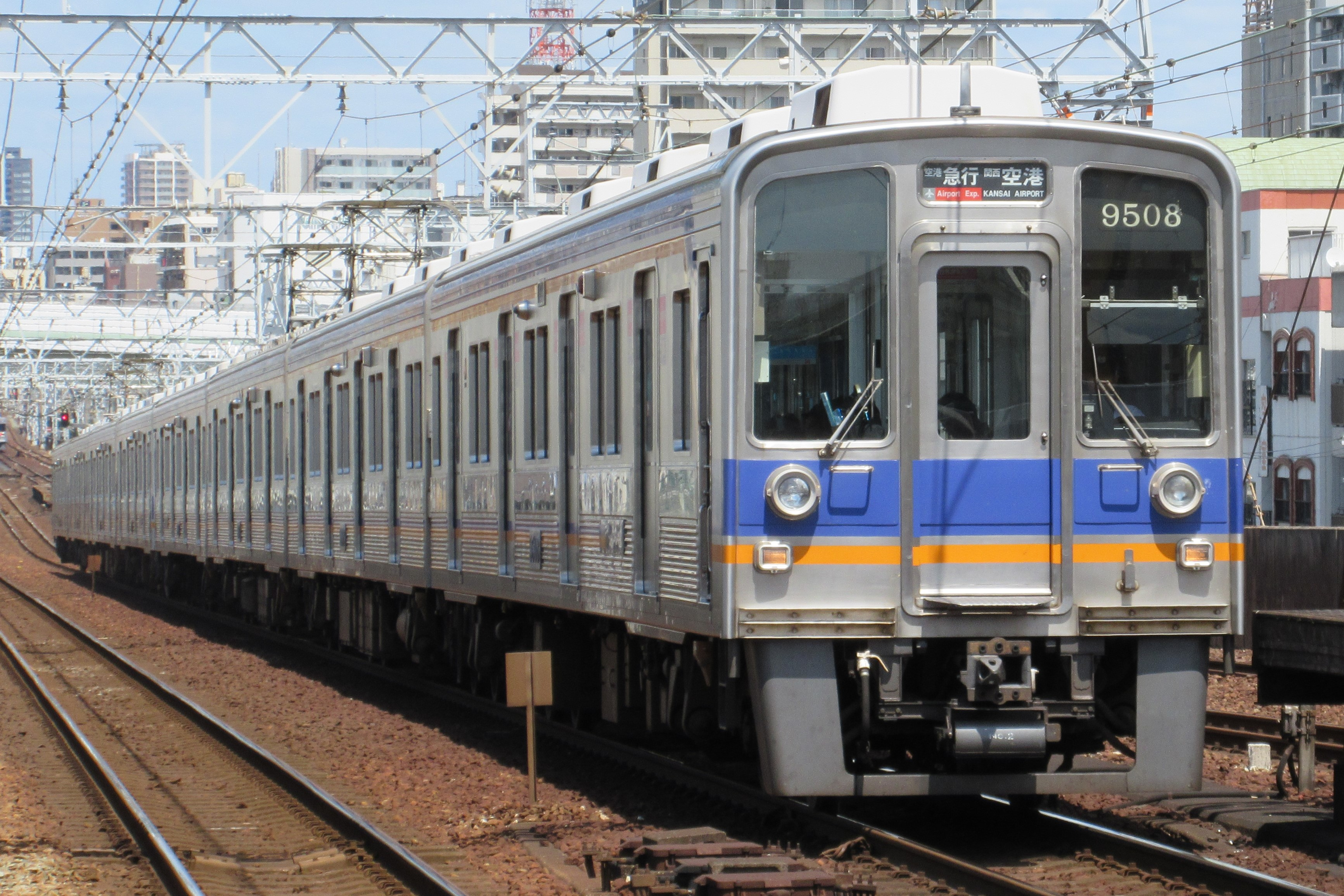
4両同士を併結した8両編成で運転される空港急行 （2015年8月）
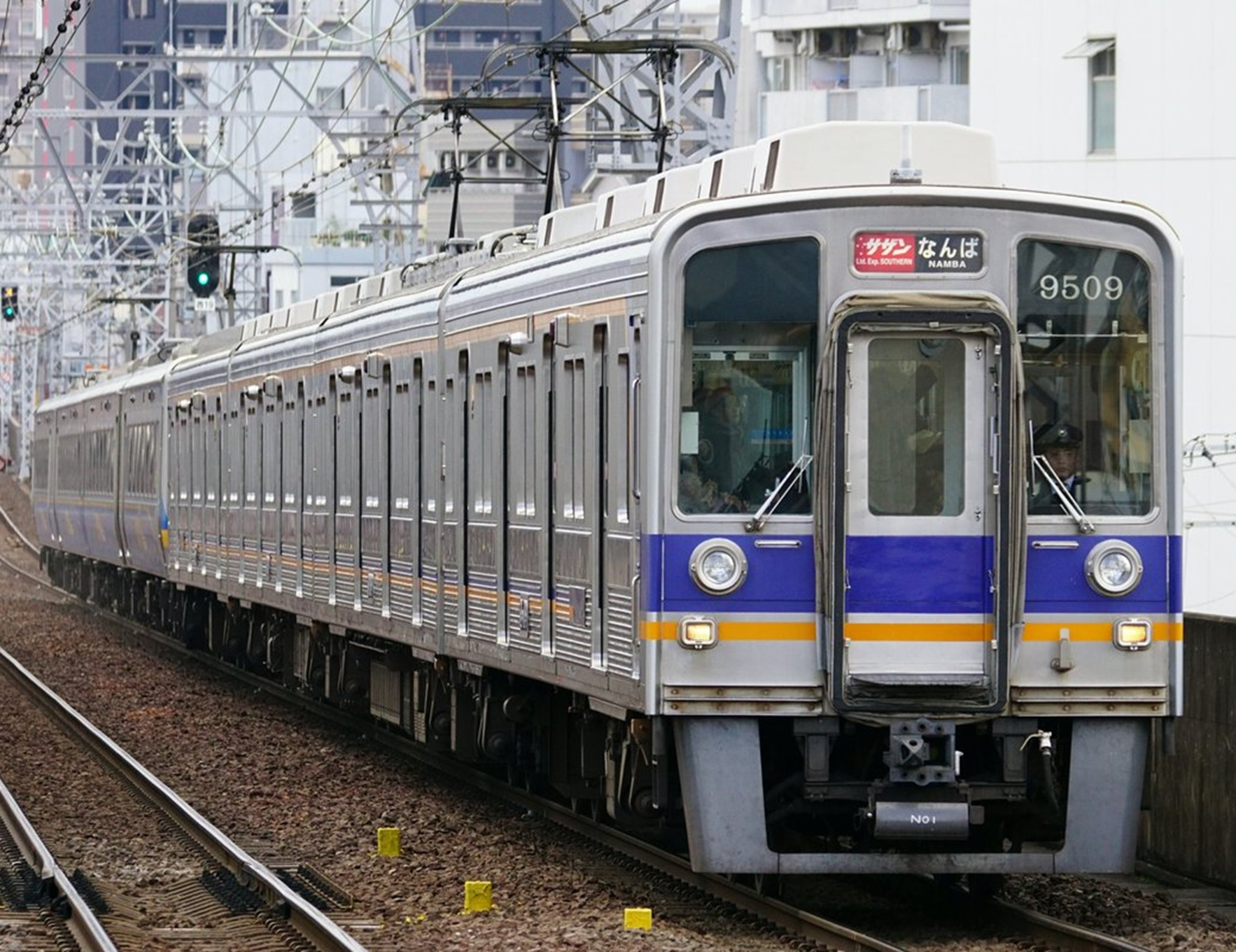
4両編成に12000系を併結した特急「サザン」 （2016年12月）
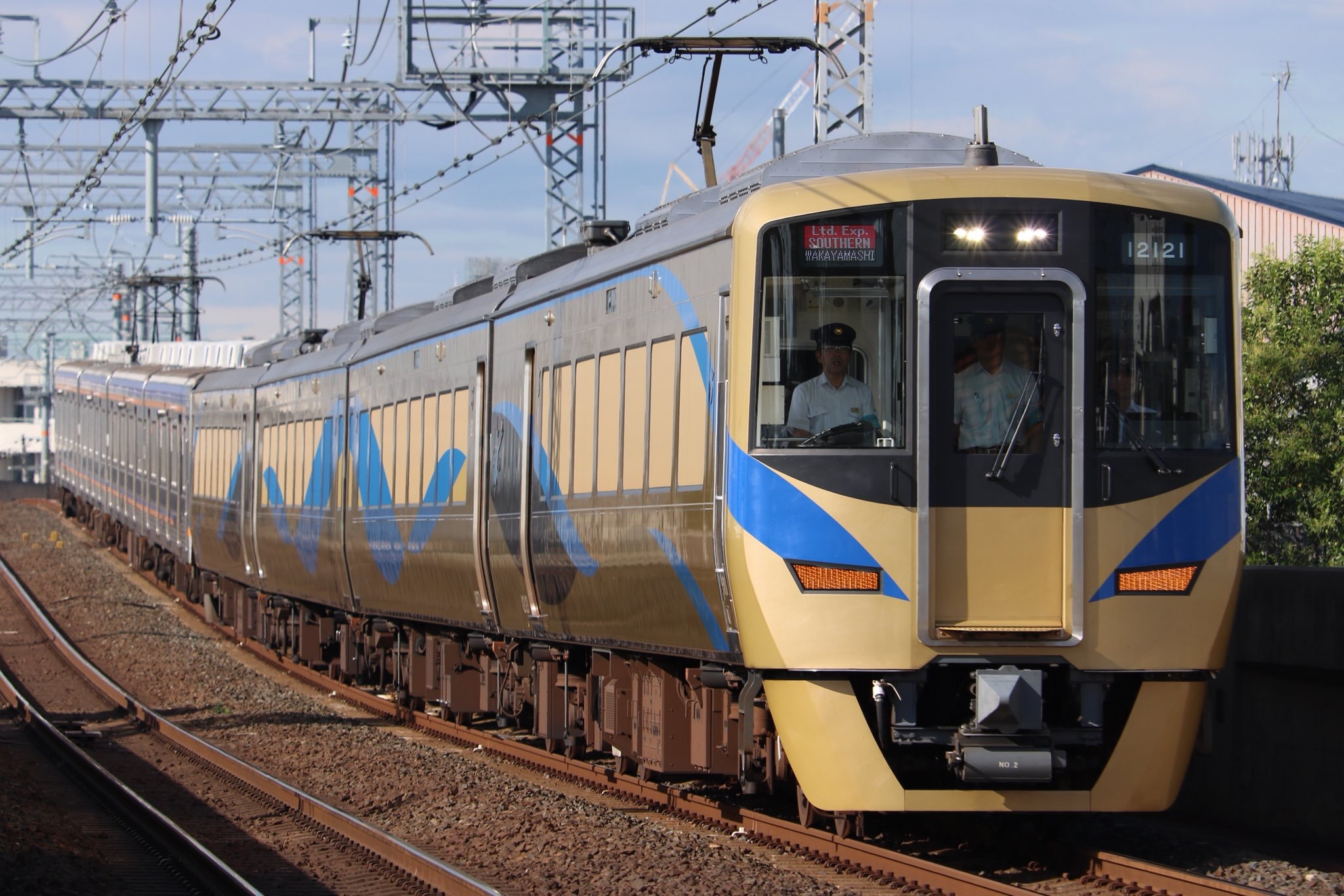
泉北高速12000系と併結した特急「サザン」運用 （2018年8月20日）

### 4両編成（更新以後）
更新工事を終えた編成は、主要機器を編成内で二重系とし故障時の冗長性を確保したことから、4両単独での運用を恒常的に行えるようになったほか、8000系・8300系との併結が可能となり、運用の自由度が大幅に向上した。また引き続き12000系とも併結を行っており、普通車から特急「サザン」の自由席車まで幅広く活躍している。

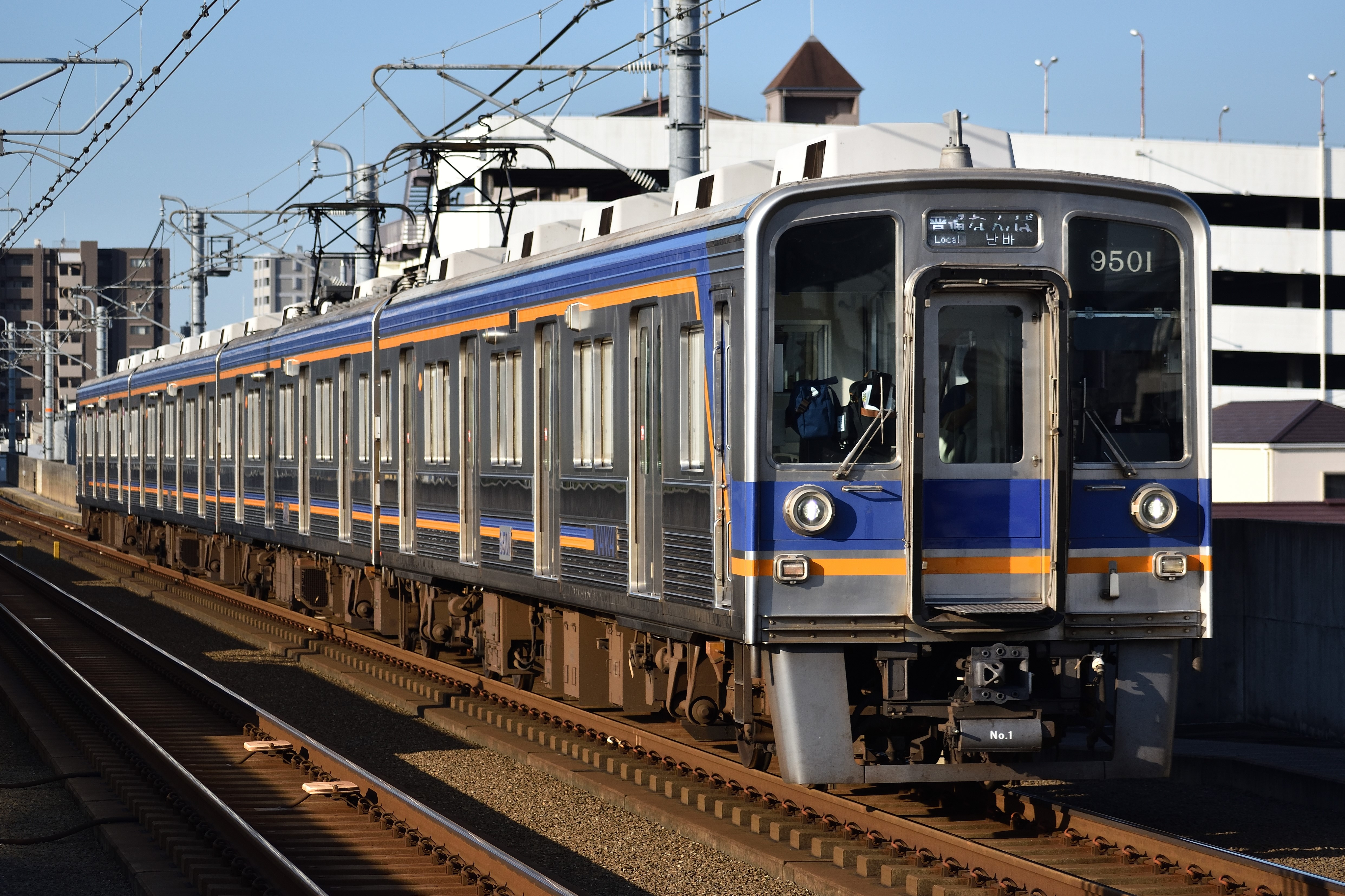
普通車に単独で充当される4両編成 （2021年10月）
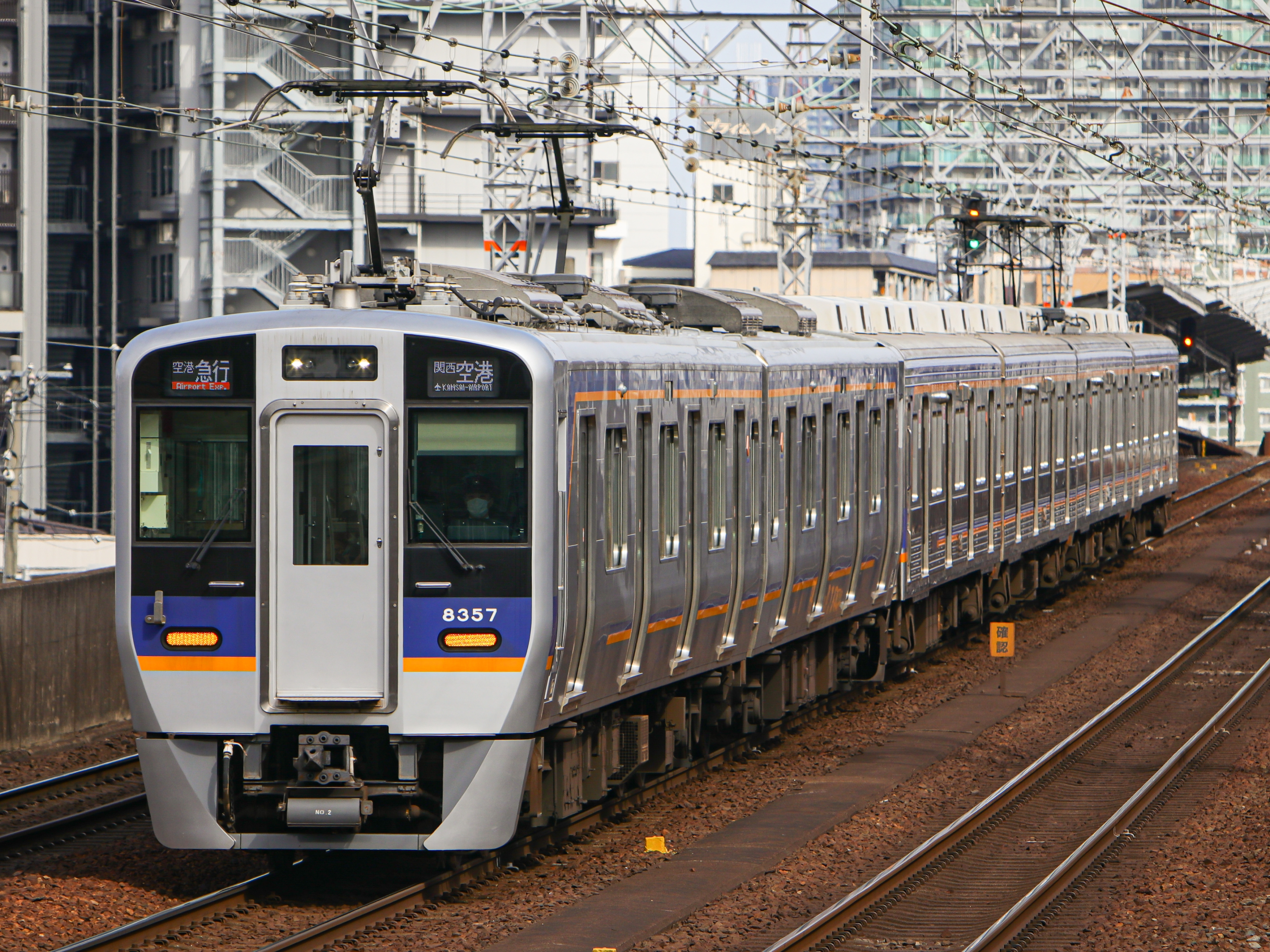
関西空港方に8300系を併結した空港急行 （2022年2月）

### 6両編成
6両編成が充当される全ての種別に区別なく運用されるが、併結を行わず6両単独でのみ使用されている。このため電気連結器を装備しておらず、また女性専用車両の設定対象外となっている。運用や車両の仕様は更新工事後も同様である。

## 編成表

### 1990年 - 更新工事
| ← 難波和歌山港・関西空港 → | ← 難波和歌山港・関西空港 → | ← 難波和歌山港・関西空港 → | ← 難波和歌山港・関西空港 → | ← 難波和歌山港・関西空港 → | ← 難波和歌山港・関西空港 → |
| -------------------------- | -------------------------- | -------------------------- | -------------------------- | -------------------------- | -------------------------- |
| 形式                       | クハ 9501 （Tc）           | ◇ モハ 9001 （M1）         | モハ 9001 （M2）           | クハ 9501 （Tc）           | 竣工                       |
| 搭載機器                   |                            | CONT1                      | SIV CP                     |                            | 竣工                       |
| 車両番号                   | 9501                       | 9001                       | 9002                       | 9502                       | 1985/03/29                 |
| 車両番号                   | 9503                       | 9003                       | 9004                       | 9504                       | 1985/04/03                 |
| 車両番号                   | 9505                       | 9005                       | 9006                       | 9506                       | 1985/04/03                 |
| 車両番号                   | 9507                       | 9007                       | 9008                       | 9508                       | 1986/10/21                 |
| 車両番号                   | 9509                       | 9009                       | 9010                       | 9510                       | 1987/05/26                 |

| ← 難波和歌山港・関西空港 → | ← 難波和歌山港・関西空港 → | ← 難波和歌山港・関西空港 → | ← 難波和歌山港・関西空港 → | ← 難波和歌山港・関西空港 → | ← 難波和歌山港・関西空港 → | ← 難波和歌山港・関西空港 → | ← 難波和歌山港・関西空港 → |
| -------------------------- | -------------------------- | -------------------------- | -------------------------- | -------------------------- | -------------------------- | -------------------------- | -------------------------- |
| 形式                       | クハ 9501 （Tc）           | ◇ モハ 9001 （M1）         | モハ 9001 （M2）           | ◇ モハ 9001 （M1）         | モハ 9001 （M2）           | クハ 9501 （Tc）           | 竣工                       |
| 搭載機器                   |                            | CONT1                      | SIV CP                     | CONT1                      | SIV CP                     |                            | 竣工                       |
| 車両番号                   | 9511                       | 9011                       | 9012                       | 9013                       | 9014                       | 9512                       | 1987/05/26                 |
| 車両番号                   | 9513                       | 9015                       | 9016                       | 9017                       | 9018                       | 9514                       | 1988/03/08                 |

### 更新工事後
| ← 難波和歌山港・関西空港 → | ← 難波和歌山港・関西空港 → | ← 難波和歌山港・関西空港 → | ← 難波和歌山港・関西空港 → | ← 難波和歌山港・関西空港 → | ← 難波和歌山港・関西空港 → | ← 難波和歌山港・関西空港 → |
| -------------------------- | -------------------------- | -------------------------- | -------------------------- | -------------------------- | -------------------------- | -------------------------- |
| 形式                       | クハ 9501 （Tc1）          | ◇ モハ 9001 （M1）         | モハ 9001 （M2）           | クハ 9501 （Tc2）          | 更新                       | 備考                       |
| 搭載機器                   | CP                         | CONT2 SIV                  | CONT2 CP                   | SIV                        | 更新                       | 備考                       |
| 車両番号                   | 9501                       | 9001                       | 9002                       | 9502                       | 2019/04/25                 |                            |
| 車両番号                   | 9503                       | 9003                       | 9004                       | 9504                       | 2020/05/08                 |                            |
| 車両番号                   | 9505                       | 9005                       | 9006                       | 9506                       | 2019/11/06                 |                            |
| 車両番号                   | 9507                       | 9007                       | 9008                       | 9508                       | 2020/11/04                 |                            |
| 車両番号                   | 9509                       | 9009                       | 9010                       | 9510                       | 2021/05/22                 |                            |

| ← 難波和歌山港・関西空港 → | ← 難波和歌山港・関西空港 → | ← 難波和歌山港・関西空港 → | ← 難波和歌山港・関西空港 → | ← 難波和歌山港・関西空港 → | ← 難波和歌山港・関西空港 → | ← 難波和歌山港・関西空港 → | ← 難波和歌山港・関西空港 → | ← 難波和歌山港・関西空港 → |
| -------------------------- | -------------------------- | -------------------------- | -------------------------- | -------------------------- | -------------------------- | -------------------------- | -------------------------- | -------------------------- |
| 形式                       | クハ 9501 （Tc1）          | ◇ モハ 9001 （M3）         | サハ 9812 （T）            | ◇ モハ 9001 （M1）         | モハ 9001 （M2）           | クハ 9501 （Tc2）          | 更新                       | 備考                       |
| 搭載機器                   | CP                         | CONT2 SIV                  | CP                         | CONT2 SIV                  | CONT2 CP                   | SIV                        | 更新                       | 備考                       |
| 車両番号 （旧車号）        | 9511                       | 9011                       | 9812 （9012）              | 9013                       | 9014                       | 9512                       | 2023/04/06                 |                            |
| 車両番号 （旧車号）        | 9513                       | 9015                       | 9816 （9016）              | 9017                       | 9018                       | 9514                       | 2022/07/28                 |                            |

凡例
- CONT1：制御装置（界磁チョッパ制御）
- CONT2：制御装置（VVVFインバータ制御）
- SIV：静止形インバータ
- CP：空気圧縮機
- ■：弱冷車
- ■：女性専用車両ステッカー